# Den tredje vej
Den tredje vej er en politisk position, der forsøger at forene højreorienteret og venstreorienteret politik ved at anbefale en varierende kombination af højreorienteret økonomisk og venstreorienteret socialpolitik. Den tredje vej opstod som en seriøs revurdering af politiske tiltag indenfor forskellige centrum-venstre progressive bevægelser, der kom som en reaktion på den internationale tvivl om den økonomiske bæredygtighed af staten, som så en stor fremgang med regeringsperioderne af Margaret Thatcher og Ronald Reagan i midt 1980'erne. Den tredje vej er promineret af nogle socialdemokratiske og socialliberale bevægelser.

## Oprindelse
Termen "Den tredje vej" er blevet brugt til at forklare en række politiske retninger og ideologier i de sidste par århundreder. Disse ideer blev gennemført af progressive i begyndelsen af det 20. århundrede. Udtrykket "den tredje vej" blev samlet op igen i 1950'erne af tyske ordoliberale økonomer såsom Wilhelm Röpke, hvilket resulterede i udviklingen af begrebet social markedsøkonomi. Röpke tog senere afstand fra udtrykket og placerede den sociale markedsøkonomi som "første måde" i betydningen i en udvikling af den frie markedsøkonomi. Mest markant, baserede den britiske premierminister Harold Macmillan, sin filosofi om regering baseret på en bog af ham, The Middle Way (1938).
Tidligere premierminister i Storbritannien Tony Blair har hævdet, at den form for socialisme, han går ind for er forskellig fra de traditionelle opfattelser af socialisme. Blair har blandt-andet sagt: "Min slags socialisme er et sæt af værdier baseret på forestillinger om social retfærdighed ... socialismen som en stiv form for økonomisk determinisme er slut, og med rette." Blair omtalte det som en "social-isme", der involverer politik der anerkender individer som socialt afhængige af hinanden, og fortaler social retfærdighed, social samhørighed, ligeværd af den enkelte borger og lige muligheder. Anthony Giddens som teoretiker indenfor en socialdemokratisk model af den tredje vej har sagt, at den tredje vej afviser den traditionelle opfattelse af socialisme, og i stedet accepterer opfattelse af socialismen som opfattet af Anthony Crosland som et etisk doktrin, som ser socialdemokratiske regeringer som, at have opnået en levedygtig etisk socialisme ved fjerne de uretfærdige elementer af kapitalismen via offentligt finansierede sikkerhedsnet og moderne socialisme er vokset fra den marxistiske påstand om behovet for at afskaffe kapitalismen. Blair erklærede i 2009 offentligt støtte til en "ny kapitalisme".
Ideologien støtter opnåelse af større lighed i samfundet gennem indsats for at øge fordelingen af kompetencer, kapaciteter og produktiv begavelse, mens den afviser omfordeling af indkomst som et middel til at opnå dette. Dette understreger forpligtelse til balancerede budgetter, lige muligheder kombineret med en vægt på personligt ansvar, decentralisering af regeringsmagten til det lavest mulige niveau, tilskyndelse af offentlig-private partnerskaber, forbedring af udbuddet af arbejdskraft, investeringer i menneskelig udvikling, beskyttelse af social kapital, og beskyttelse af miljøet.

## Kritik
Den tredje vej er blevet kritiseret af nogle konservative og libertarianere, der går ind for laissez-faire kapitalisme. Den er også blevet stærkt kritiseret af mange socialdemokratere, demokratiske socialister og kommunister som især et forræderi mod venstreorienterede værdier.